# Europese kampioenschappen powerlifting 2006
De Europese kampioenschappen powerlifting 2006 waren door de European Powerlifting Federation (EPF) georganiseerde kampioenschappen voor powerlifters. De 29e editie van het Europees kampioenschap vond plaats in de Tsjechische stad Prostějov van 9 tot 14 mei 2006.

## Uitslagen

### Heren
| klasse   | Goud              | Zilver            | Brons               |
| -------- | ----------------- | ----------------- | ------------------- |
| -52 kg   | Dariusz Wszola    | Aleksey Romanov   | Patrick Constantine |
| -56 kg   | Konstantin Pavlov | Frédéric Tinebra  | Paweł Ośmiałowski   |
| -60 kg   | Ayrat Zakiev      | Etienne Lited     | Dominik Golak       |
| -67,5 kg | Jaroslaw Olech    | Amit Selberg      | Philip Richard      |
| -75 kg   | Alexander Gromov  | Jacek Spychala    | Artem Korptygin     |
| -82,5 kg | Sergey Bogdanov   | Jan Wegiera       | Frédéric Gandner    |
| -90 kg   | Andrey Belyaev    | Sergiy Naleykin   | Patrick Turesson    |
| -100 kg  | Andrey Tarasenko  | Anibal Coimbra    | Ivailo Christov     |
| -110 kg  | Orhan Bilican     | Marian Czarkowski | Maksym Logosha      |
| -125 kg  | Dean Bowring      | Alexander Hoffman | Lars Markussen      |
| +125 kg  | Kenneth Sandvik   | Jari Martikainen  | Frode Rui           |

### Dames
| klasse   | Goud                 | Zilver              | Brons                           |
| -------- | -------------------- | ------------------- | ------------------------------- |
| -44 kg   | Sylviane Bechar      | Nataliya Dudka      |                                 |
| -48 kg   | Svetlana Tesleva     | Bénédicte Lepanse   | Sanna Apuli                     |
| -52 kg   | Olesya Lafina        | Evgeniya Arkhypenko | Ekaterina Perina                |
| -56 kg   | Inna Filimonova      | Olena Dmytruk       | Mariya Chepil                   |
| -60 kg   | Tatyana Eltsova      | Kateryna Klymenko   | Linda Hoiland                   |
| -67,5 kg | Irina Poletaeva      | Zhanna Ivanova      | Antonietta Orsini               |
| -75 kg   | Yulia Zaugolova      | Tetyana Skrypka     | Heidi Hille Arnesen             |
| -82,5 kg | Svetlana Dedyulya    | Tamara Bagriy       | Ganna Starodubtseva             |
| -90 kg   | Ielja Strik          | Dorota Szczepanik   | Agnieszka Malowska-Wilczanowska |
| +90 kg   | Vicktoriya Olenytsya | Joanne Schaefer     | Anna Sliwinska                  |